# Pako
Pako (Duits: Pekel) is een plaats in Slovenië en maakt deel uit van de gemeente Borovnica in de NUTS-3-regio Osrednjeslovenska. De plaats telde 167 inwoners op 1 januari 2020.

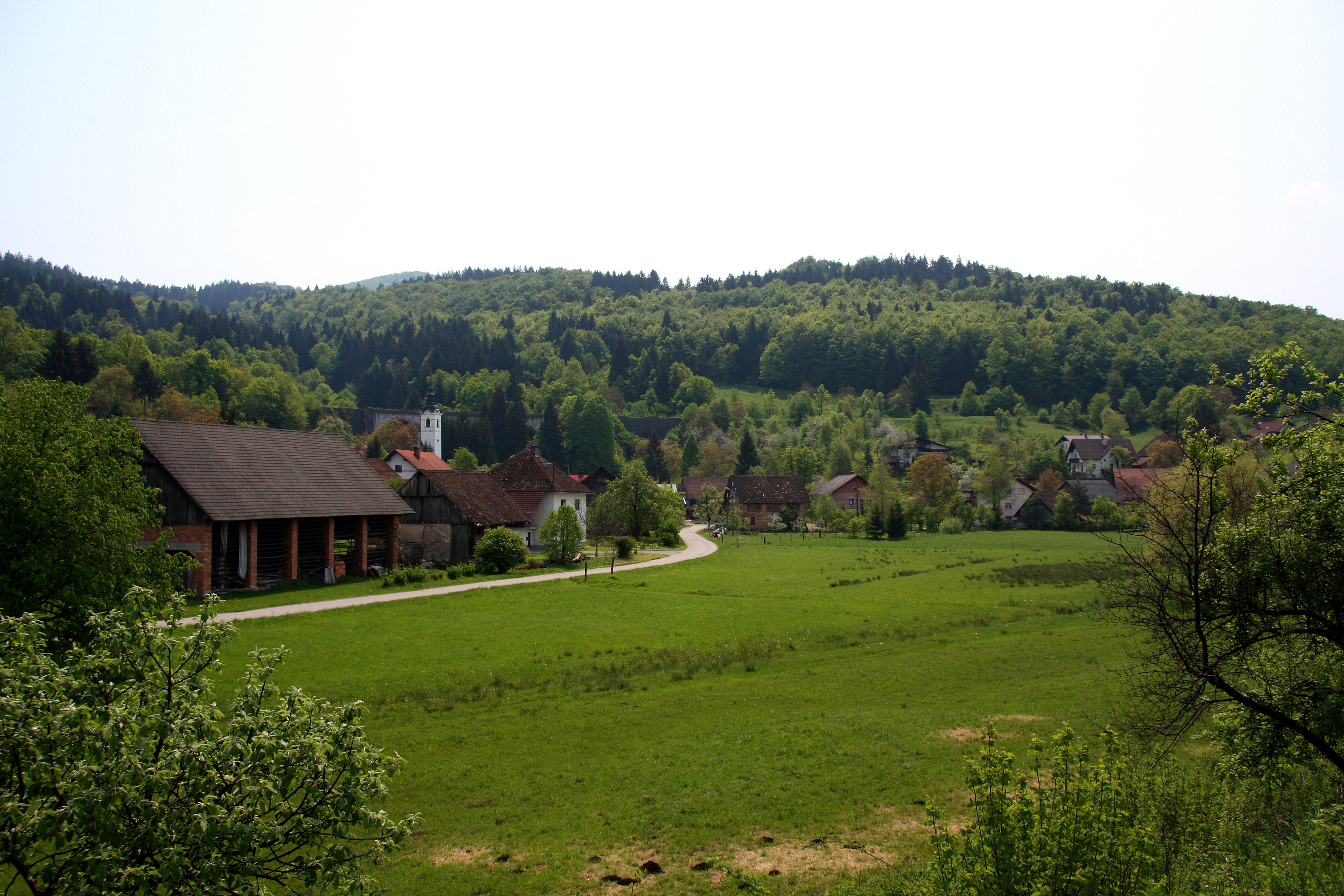
Pako
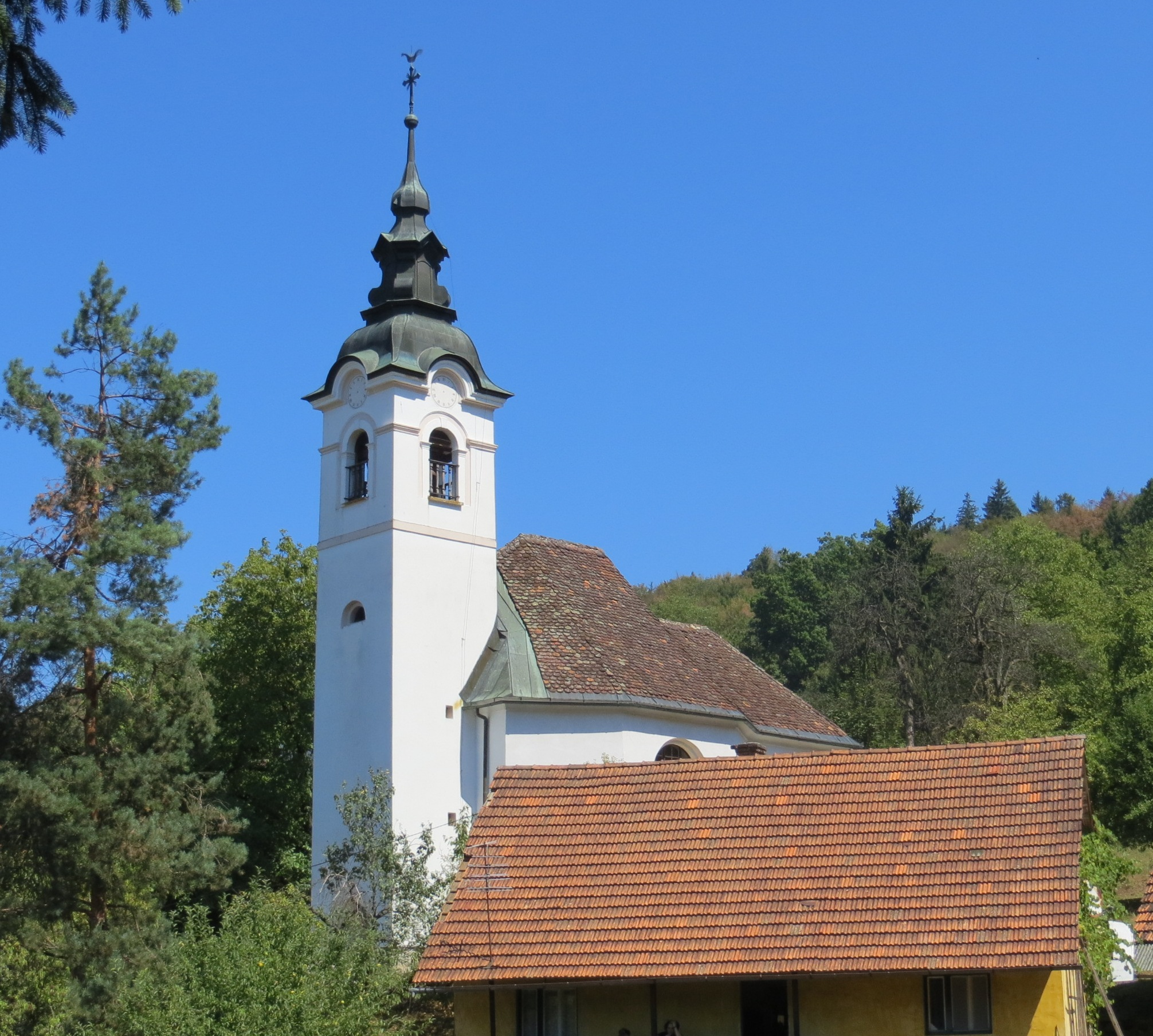
Kerk van Pako